# 弗罗恩斯多夫
弗罗恩斯多夫是德国图林根州的一个市镇。总面积4.38平方公里，总人口295人，其中男性144人，女性151人（2011年12月31日），人口密度67人/平方公里。